# Bolitoglossa gracilis
Bolitoglossa gracilis är en groddjursart som beskrevs av Bolaños, Robinson och David Burton Wake 1987. Bolitoglossa gracilis ingår i släktet Bolitoglossa och familjen lunglösa salamandrar. IUCN kategoriserar arten globalt som sårbar. Inga underarter finns listade.